# Färöische Fußballmeisterschaft der Frauen 1994
Die Färöische Fußballmeisterschaft der Frauen 1994 wurde in der 1. Deild genannten ersten färöischen Liga ausgetragen und war insgesamt die zehnte Saison. Sie startete am 15. Mai 1994 und endete am 18. September 1994.
Aufsteiger ÍF Fuglafjørður kehrte nach einem Jahr in die höchste Spielklasse zurück. Meister wurde Titelverteidiger HB Tórshavn, die den Titel somit zum fünften Mal erringen konnten. Absteigen musste hingegen VB Vágur, welche sich nach fünf Jahren Erstklassigkeit vom Spielbetrieb zurückzogen.
Im Vergleich zur Vorsaison verbesserte sich die Torquote auf 3,55 pro Spiel, was den höchsten Schnitt seit 1989 bedeutete. Den höchsten Sieg erzielte KÍ Klaksvík mit einem 8:0 im Heimspiel gegen EB Eiði am 13. Spieltag. Das torreichste Spiel absolvierten B36 Tórshavn und EB Eiði mit einem 8:1 am fünften Spieltag.

## Modus
In der 1. Deild spielte nach dem Rückzug von VB Vágur jede Mannschaft an zwölf Spieltagen jeweils zwei Mal gegen jede andere. Die punktbeste Mannschaft zu Saisonende stand als Meister dieser Liga fest.

## Saisonverlauf
HB Tórshavn gewann wie auch B36 Tórshavn die ersten vier Spiele und verlor dann das Auswärtsspiel gegen SÍ Sumba mit 1:2. Am siebten Spieltag trafen beide Mannschaften aus Tórshavn aufeinander, das Duell konnte HB mit 3:1 für sich entscheiden und zog somit an Punkten gleich. Durch ein 3:3 von B36 im Auswärtsspiel gegen KÍ Klaksvík am nächsten Spieltag zog HB wieder vorbei und gab die Führung auch nicht mehr ab, da die restlichen Saisonspiele allesamt gewonnen wurden. Da jedoch auch B36 keine Punkte mehr abgab, fiel die Entscheidung erst am letzten Spieltag, an dem beide Mannschaften erneut aufeinandertrafen. Auch diese Begegnung entschied HB Tórshavn mit 3:1 für sich.
Da sich VB Vágur vom Spielbetrieb zurückzog, stand der einzige Absteiger somit fest.

## Abschlusstabelle
| Pl. | Verein              | Sp. | S  | U | N | Tore    | Diff. | Punkte |
| --- | ------------------- | --- | -- | - | - | ------- | ----- | ------ |
| 1.  | HB Tórshavn (M)     | 12  | 11 | 0 | 1 | 041:100 | +31   | 22:20  |
| 2.  | B36 Tórshavn (P)    | 12  | 9  | 1 | 2 | 041:120 | +29   | 19:50  |
| 3.  | KÍ Klaksvík         | 12  | 5  | 3 | 4 | 027:180 | +9    | 13:11  |
| 4.  | ÍF Fuglafjørður (N) | 12  | 5  | 3 | 4 | 017:250 | −8    | 13:11  |
| 5.  | SÍ Sumba            | 12  | 2  | 3 | 7 | 007:190 | −12   | 07:17  |
| 6.  | Skála ÍF            | 12  | 1  | 4 | 7 | 009:280 | −19   | 06:18  |
| 7.  | EB Eiði             | 12  | 1  | 2 | 9 | 007:370 | −30   | 04:20  |
| 8.  | VB Vágur 1          | 0   | 0  | 0 | 0 | 000:000 | ±0    | 0      |

| (N) | Aufsteiger       |
| (M) | Meister 1993     |
| (P) | Pokalsieger 1993 |

## Spiele und Ergebnisse
|                 | B36    | EB     | HB     | ÍF     | KÍ     | Sumba  | Skála  | VB     |
| --------------- | ------ | ------ | ------ | ------ | ------ | ------ | ------ | ------ |
| B36 Tórshavn    |        | 8:1    | 1:3    | 7:1    | 2:0    | 2:0    | 6:0    | 0-:- 2 |
| EB Eiði         | 0:1    |        | 0:3    | 1:2    | 1:2    | 2:0    | 0:3    | 0-:- 2 |
| HB Tórshavn     | 3:1    | 6:0    |        | 5:1    | 1:0    | 3:1    | 7:1    | 0-:- 2 |
| ÍF Fuglafjørður | 1:4    | 3:1    | 0:2    |        | 2:2    | 2:0    | 1:1    | 0-:- 2 |
| KÍ Klaksvík     | 3:3    | 8:0    | 2:5    | 1:1    |        | 3:0    | 3:0    | 0-:- 2 |
| SÍ Sumba        | 0:2    | 0:0    | 2:1    | 1:2    | 2:1    |        | 0:0    | 0-:- 2 |
| Skála ÍF        | 0:4    | 1:1    | 1:2    | 0:1    | 1:2    | 1:1    |        | 0-:- 2 |
| VB Vágur        | 0-:- 2 | 0-:- 2 | 0-:- 2 | 0-:- 2 | 0-:- 2 | 0-:- 2 | 0-:- 2 |        |

## Torschützenliste
Bei gleicher Anzahl von Treffern sind die Spielerinnen nach dem Nachnamen alphabetisch geordnet.
| Platz | Spieler            | Mannschaft      | Tore |
| ----- | ------------------ | --------------- | ---- |
| 1     | Helga Ellingsgaard | HB Tórshavn     | 15   |
| 2     | Brynhild Klein     | B36 Tórshavn    | 12   |
| 3     | Eyðvør úr Dímun    | HB Tórshavn     | 11   |
| 3     | Malan Klakkstein   | KÍ Klaksvík     | 11   |
| 5     | Eyðdis Reinert     | B36 Tórshavn    | 10   |
| 6     | Sigrid Andreasen   | KÍ Klaksvík     | 07   |
| 6     | Judith E. Joensen  | B36 Tórshavn    | 07   |
| 8     | Eileen Berjastein  | ÍF Fuglafjørður | 06   |
| 8     | Sólvá Joensen      | B36 Tórshavn    | 06   |
| 10    | Ása Jacobsen       | HB Tórshavn     | 04   |
| 10    | Kirstin Nesá       | HB Tórshavn     | 04   |

Dies war nach 1993 der zweite Titel für Helga Ellingsgaard.

## Spielstätten
| Mannschaft      | Stadion          | Spielort     |
| --------------- | ---------------- | ------------ |
| B36 Tórshavn    | Gundadalur       | Tórshavn     |
| EB Eiði         | Á Mølini         | Eiði         |
| HB Tórshavn     | Gundadalur       | Tórshavn     |
| ÍF Fuglafjørður | Í Fløtugerði     | Fuglafjørður |
| KÍ Klaksvík     | Við Djúpumýrar   | Klaksvík     |
| SÍ Sumba        | Á Krossinum      | Sumba        |
| Skála ÍF        | Undir Mýruhjalla | Skáli        |
| VB Vágur        | Á Eiðinum        | Vágur        |

## Schiedsrichter
Folgende Schiedsrichter leiteten die 42 Erstligaspiele (zu drei Spielen fehlen die Daten):
| Name                      | Stammverein     | Spiele |
| ------------------------- | --------------- | ------ |
| Niklas á Líðarenda        | GÍ Gøta         | 03     |
| Preben Olsen              | VB Vágur        | 03     |
| Ólavur Weihe              | Fram Tórshavn   | 03     |
| Oddmar Andreasen          | HB Tórshavn     | 02     |
| Steinálvur Guðmundsson    | GÍ Gøta         | 02     |
| Jonhard Hilmarsson Hansen | NSÍ Runavík     | 02     |
| Sunleiv Højgaard          | NSÍ Runavík     | 02     |
| Jógvan Næs                | B36 Tórshavn    | 02     |
| Fróði við Rætt            | NSÍ Runavík     | 02     |
| Steingrím av Vollanum     | ÍF Fuglafjørður | 02     |

Weitere 16 Schiedsrichter leiteten jeweils ein Spiel.

## Die Meistermannschaft
In Klammern sind die Anzahl der Einsätze sowie die dabei erzielten Tore genannt.
| 1. | HB Tórshavn |
|    | Oda Andreasen (12/3) \| Rannvá Dam (6/0) \| Eyðvør úr Dímun (11/11) \| Kára á Dunga (1/0) \| Birita Ellefsen (7/0) \| Durita Ellefsen (2/0) \| Helga Ellingsgaard (12/15) \| Gunrid Hansen (9/2) \| Malan Hansen (1/0) \| Maria Svabo Hansen (7/0) \| Ása Jacobsen (12/4) \| Elin J. Jakobsen (7/1) \| Elly E. Joensen (5/0) \| Guðrið Joensen (8/0) \| Rannvá Joensen (11/0) \| Rakul Lamhauge (2/0) \| Sigrun Mikkelsen (6/0) \| Kirstin Nesá (12/4) \| Harriet M. Petersen (3/0) \| Rúna Wardum (1/0) ohne Einsatz: Randi Fjallsá |

## Nationaler Pokal
Im Landespokal gewann B36 Tórshavn mit 4:2 nach Verlängerung gegen ÍF Fuglafjørður. Meister HB Tórshavn schied im Halbfinale mit 2:4 gegen B36 Tórshavn aus.